# Каруару
Каруару́ (порт. Caruaru) — муниципалитет в Бразилии, входит в штат Пернамбуку. Составная часть мезорегиона Сельскохозяйственный район штата Пернамбуку. Входит в экономико-статистический микрорегион Вали-ду-Ипожука. Население составляет 402 290 человек на 2024 год. Занимает площадь 928 км². Плотность населения — 312 чел./км².
Праздник города — 18 мая.
У Каруару всего два города-побратима:
- Белград, Сербия (С 2010 года)
- Каранави, Боливия (С 2011 года)
- Сапопан, Мексика
- Рейкьявик, Исландия

## История

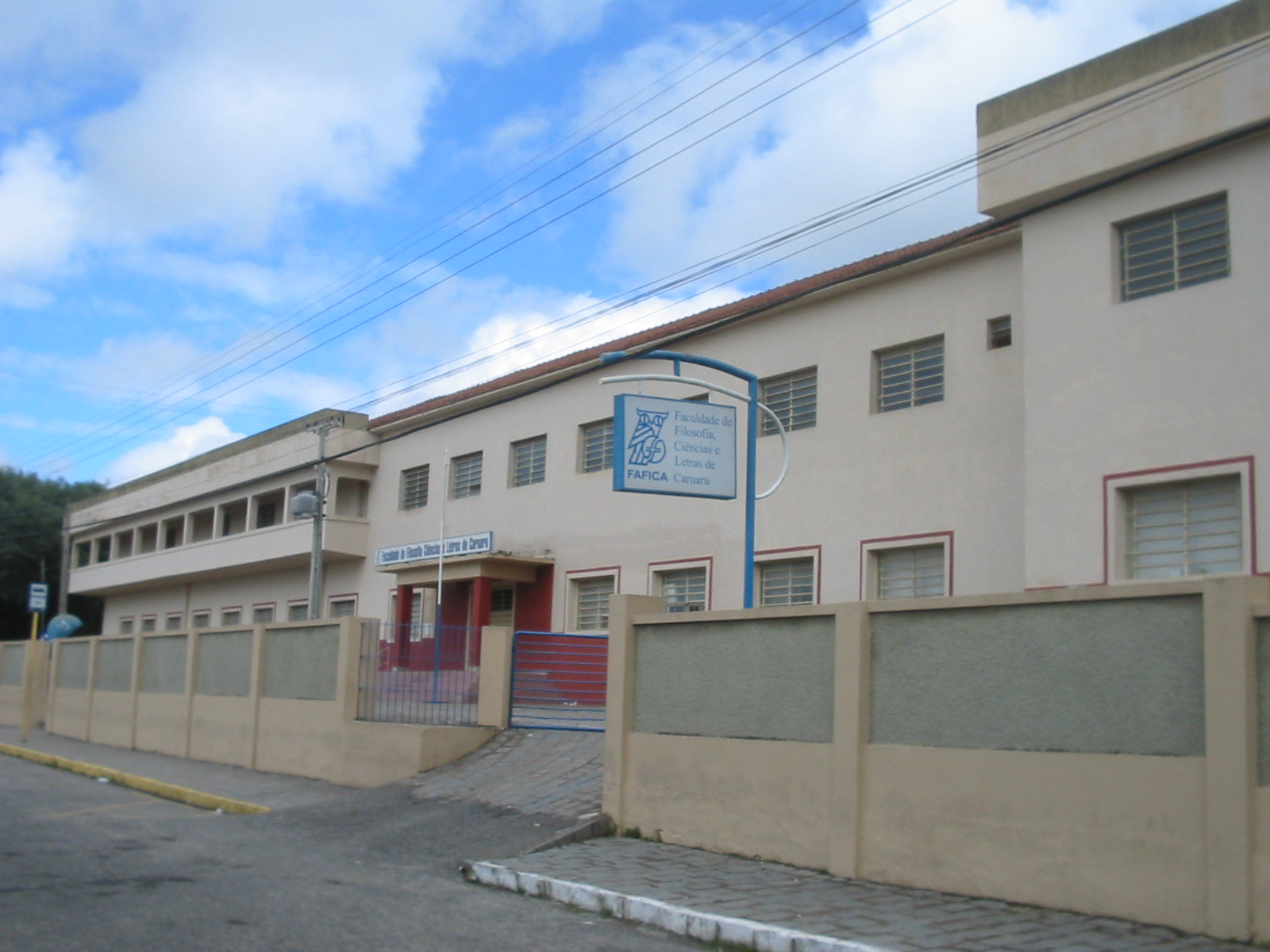

Город основан в 1849 году.

## Статистика
- Валовой внутренний продукт на 2005 год составляет 1 576 557 000,00 реалов (данные: Бразильский институт географии и статистики).
- Валовой внутренний продукт на душу населения на 2005 год составляет 5650,00 реалов (данные: Бразильский институт географии и статистики).
- Индекс развития человеческого потенциала на 2000 год составляет 0,713 (данные: Программа развития ООН).